# Emilio Antonio Rodríguez Gutiérrez
Emilio Antonio Rodríguez Gutiérrez (Villanueva de la Peña, Mazcuerras, Cantabria, España, 3 de junio de 1976) es un jugador de bolos cántabro, hijo de Tete Rodríguez.
Su hermano, Rubén Rodríguez, también es jugador de bolos.

## Biografía
Ha jugado en la Peña de Roiz, Casa San Pedro, Hermanos Borbolla de Noja y Quijano de Piélagos. En el 2008 estuvo a punto de llegar a la gloria de nuevo en el Campeonato de España de Bolo Palma al llegar a la final, pero quedó subcampeón rendido al juego de Óscar González. Es uno de los jugadores de bolos preferidos por la afición ya que con muy poca bola hace un gran juego. Está entre los favoritos también por su juego limpio.

### Palmarés
- 2 veces Campeón de España individual: 1998 y 2004.
- 2 veces Campeón Regional individual: 1997 y 1998.
- 1 vez Campeón de España juvenil: 1994.
- 1 vez Campeón Regional juvenil: 1994.